# ۹ دی (هفته‌نامه)
۹ دی هفته‌نامه سیاسی فرهنگی اجتماعی است که تاکنون چندین بار توقیف شده اما هر بار پس از مدت کوتاهی فعالیت خود را از سر گرفته است. این نشریه متمایل به جناح محافظه کار ایران قلمداد می‌شود.
صاحب امتیاز و مدیر مسئول هفته‌نامه ۹ دی، حمید رسایی، نماینده فعلی تهران در مجلس شورای اسلامی است. رسایی از جناح اصول‌گرا و از مخالفان سرسخت مذاکرات هسته‌ای و توافق وین است. این هفته‌نامه از نشریات منتقد به توافق‌هسته‌ای ایران و کشورهای ۱+۵ است.

## توقیف
- ۲۳ خرداد ۱۳۹۰ لغو امتیاز شد و دوباره پس از مدت کوتاهی انتشار خود را از سر گرفت.[۳] انتشار مطالب اقتصادی (که در مجوز نشریه نبوده است) و انتشار کاریکاتوری از محمد خاتمی (بدون لباس روحانیت) از دلایل توقیف این نشریه اعلام شد.
- دی ماه ۹۲: نیز حمید رسایی، مدیرمسئول هفته‌نامه ۹ دی به دلیل انتشار یادداشتی انتقادی دربارهٔ علی لاریجانی به حبس و شلاق محکوم شد. این حکم با اعتراض متهمان هم‌اکنون در مرحله تجدیدنظر قرار دارد.
- ۲۷ اسفند ۹۲: به دلیل انتشار مطالب انتقادی نسبت به سیاست‌های هسته‌ای، فرهنگی و اقتصادی دولت یازدهم.[۴] در ۲ اردیبهشت سال ۹۳ حمید رسایی با انتشار مطلبی در سایت شخصی خود از رفع توقیف خبر داد.[۵]
- ۲۷ بهمن ۱۳۹۳: به دلیل مطالبی که شائبه اهانت به سیدروح‌الله خمینی، مغایرت با سیاست‌های هسته‌ای نظام و آنچه سیاه‌نمایی خوانده شد. بر اساس گزارش دبیرخانه هیئت نظارت بر مطبوعات، هفته نامه ۹ دی در یکی از مطالب خود علی اکبر ولایتی و اکبر هاشمی رفسنجانی، وزیر امور خارجه و رئیس مجلس در زمان پذیرش آتش‌بس در جنگ ۸ ساله با عراق را کسانی معرفی کرده که در به «سازش کشاندن» خمینی و «تحمیل جام زهر» به او فعال بوده‌اند.[۶]
- ۱۲ مرداد ۱۳۹۴: هیئت نظارت بر مطبوعات ایران، این هفته نامه را به دلیل انتقاداتش از روند مذاکرات هسته‌ای توقیف کرد. هفته‌نامه ۹ دی با استناد به موادی از قانون مطبوعات توقیف شده که به «لازم‌الاتباع بودن مصوبات شورای عالی امنیت ملی» و همین‌طور «ممنوعیت افتراء به مقامات، نهادها، ارگان‌ها و هر یک از افراد کشور» مربوط می‌شود.[۷][۸]
- ۱۰ خرداد ۱۳۹۵ هیئت نظارت بر مطبوعات یک بار دیگر این هفته‌نامه را به خاطر انتشار مقاله‌ای با عنوان «لیست ناامید» توقیف کرد. مقاله «لیست ناامید» شنبه ۸ خرداد ۱۳۹۵ در این هفته‌نامه  منتشر شده بود. این مقاله این مدعا را در میان آورده بود که هاشمی رفسنجانی و محمد رضا عارف در انتخابات ریاست خبرگان و ریاست مجلس شورای اسلامی شکست خورده‌اند.[۹]